# Сурселе (комуна)
Комуна Сурселе (швед. Sorsele kommun) — адміністративно-територіальна одиниця місцевого самоврядування, що розташована в лені Вестерботтен у північній Швеції.
Сурселе 7-а за величиною території комуна Швеції. Адміністративний центр комуни — місто Сурселе.

## Населення
Населення становить 2 686 чоловік (станом на вересень 2012 року). 
| Кількість населення комуни Сурселе за 1970-2010 роки | Кількість населення комуни Сурселе за 1970-2010 роки | Кількість населення комуни Сурселе за 1970-2010 роки | Кількість населення комуни Сурселе за 1970-2010 роки | Кількість населення комуни Сурселе за 1970-2010 роки |
| ---------------------------------------------------- | ---------------------------------------------------- | ---------------------------------------------------- | ---------------------------------------------------- | ---------------------------------------------------- |
| Рік                                                  |                                                      |                                                      | Населення                                            |                                                      |
| 1970                                                 | 1970                                                 |                                                      | 4 313                                                | 4 313                                                |
| 1975                                                 | 1975                                                 |                                                      | 4 060                                                | 4 060                                                |
| 1980                                                 | 1980                                                 |                                                      | 3 923                                                | 3 923                                                |
| 1985                                                 | 1985                                                 |                                                      | 3 689                                                | 3 689                                                |
| 1990                                                 | 1990                                                 |                                                      | 3 547                                                | 3 547                                                |
| 1995                                                 | 1995                                                 |                                                      | 3 392                                                | 3 392                                                |
| 2000                                                 | 2000                                                 |                                                      | 3 195                                                | 3 195                                                |
| 2005                                                 | 2005                                                 |                                                      | 2 905                                                | 2 905                                                |
| 2010                                                 | 2010                                                 |                                                      | 2 736                                                | 2 736                                                |
| Джерело: SCB                                         |                                                      |                                                      |                                                      |                                                      |

## Населені пункти
Комуні підпорядковано 1 міське поселення (tätort) та декілька сільських, більші з яких:
- Сурселе (Sorsele)
- Блаттнікселе (Blattnicksele)
- Гаргнес (Gargnäs)
- Аммарнес (Ammarnäs)

## Галерея

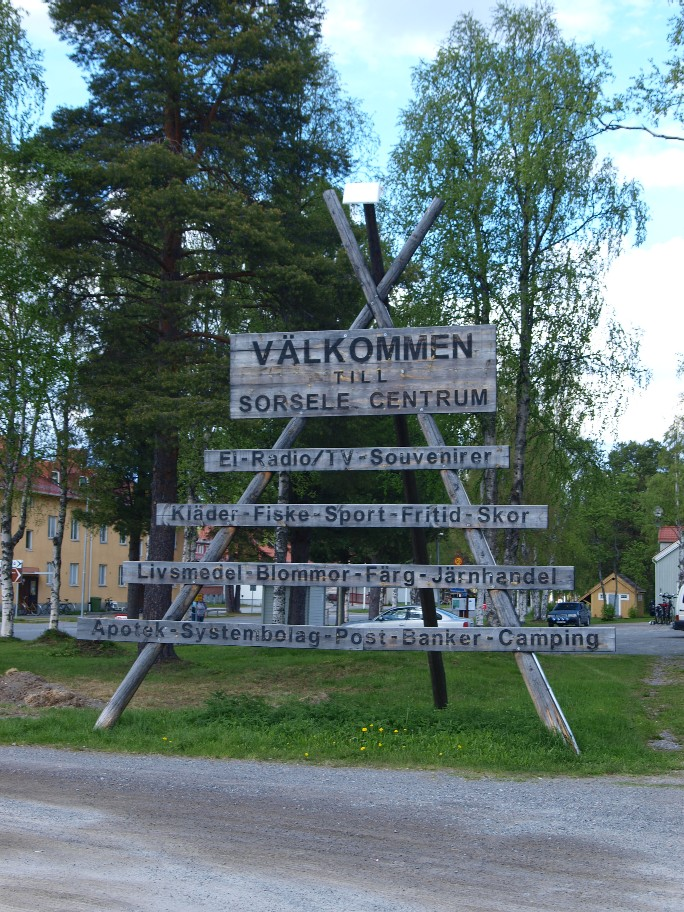
У центрі Сурселе
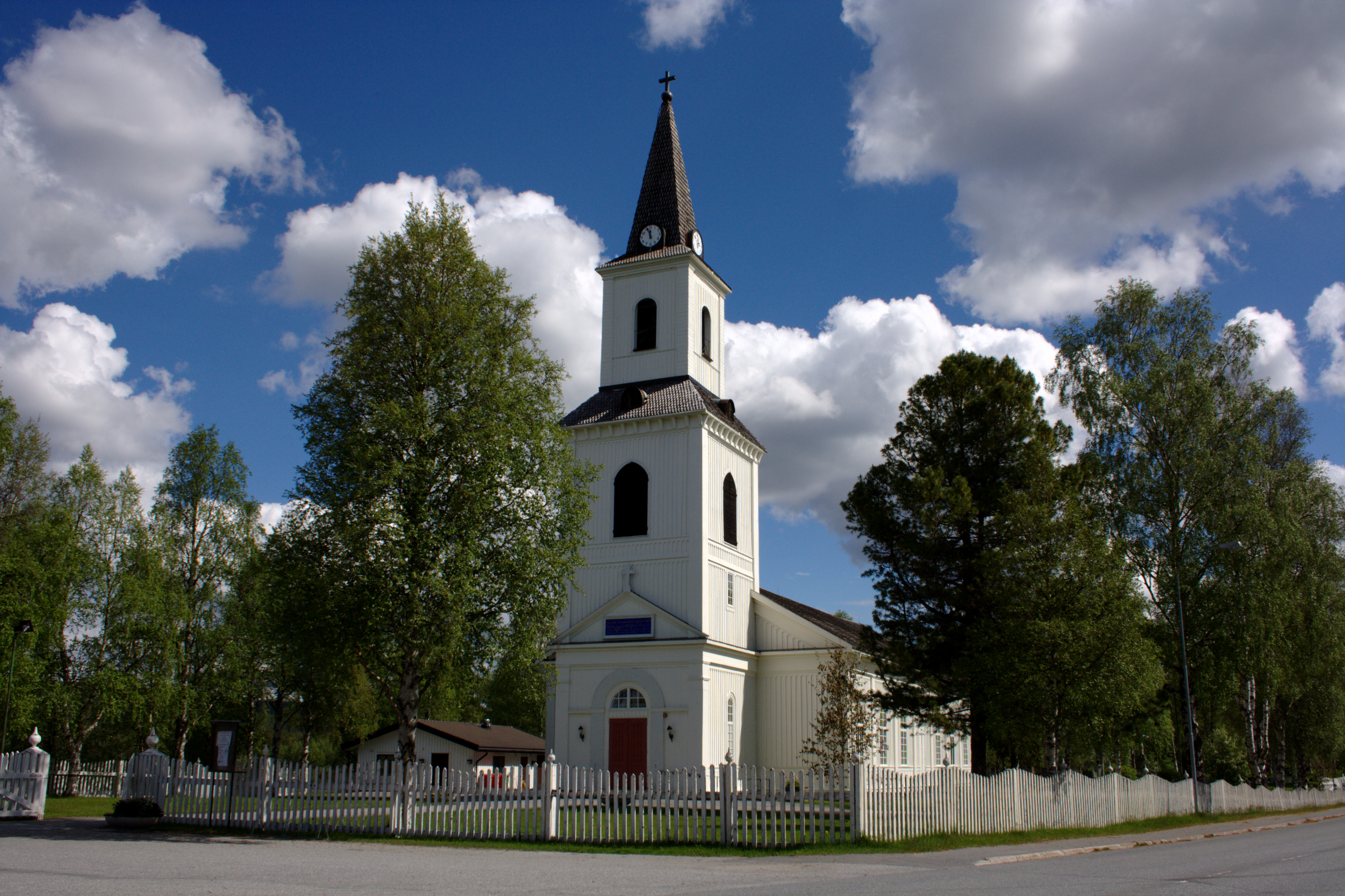
Церква (Сурселе)
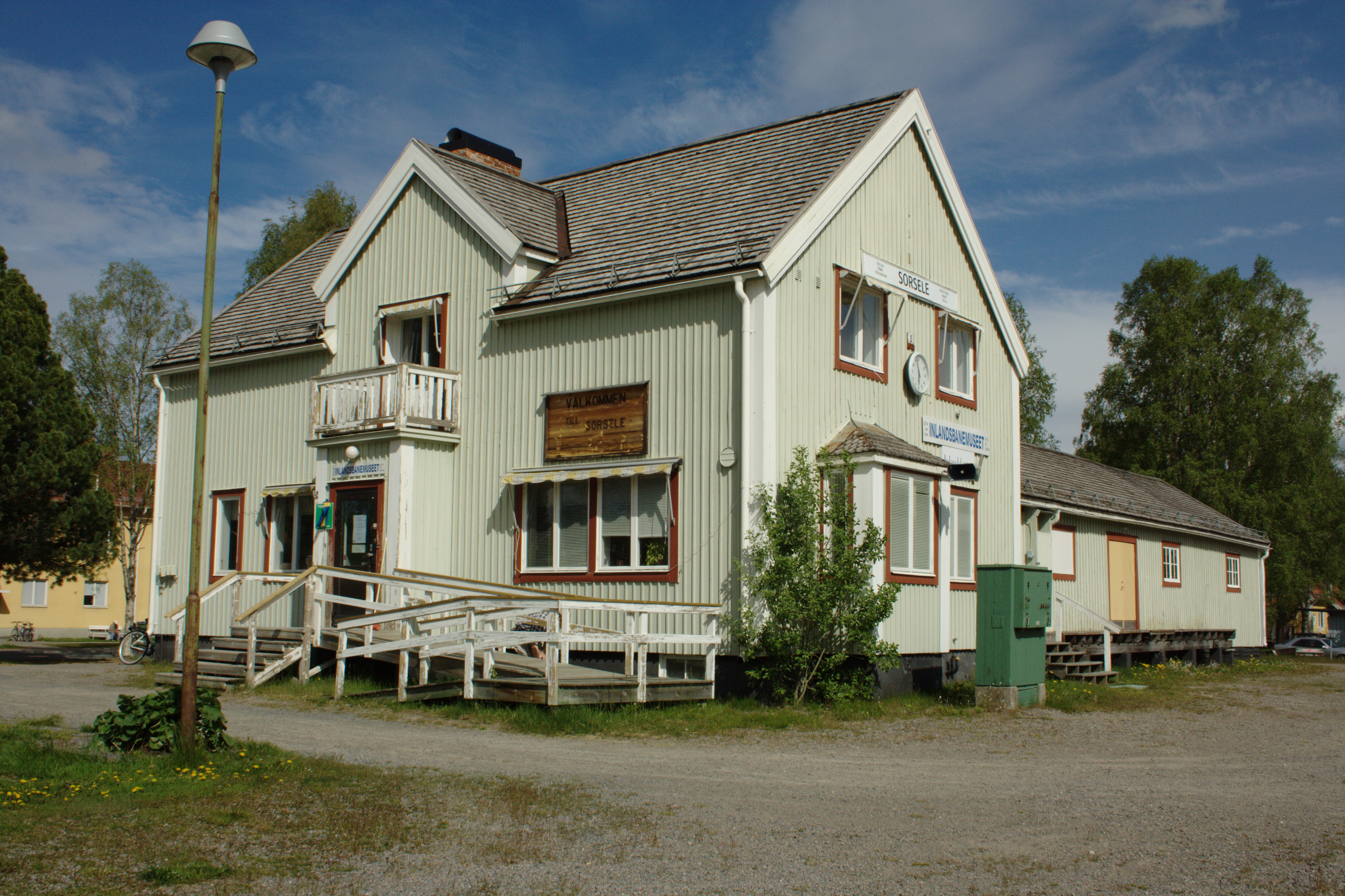
Стара залізнична станція в Сурселе

## Виноски
1. ↑  Folkmangd i riket, lan och kommuner (шв.) . Центральне бюро статистики Швеції. Архів оригіналу за 20 серпня 2013. Процитовано 11 лютого 2013.